# .414 SuperMag
Le .414 Super Magnum est un calibre de cartouche développée par les américains Elgin T. Gates et Dan Wesson, en 1983.

## Histoire
Le prédécesseur de cette cartouche est le .41 Remington Magnum. Les cartouches 'Super Magnum' sont des cartouches (comme le nom dit) plus fortes que les cartouches magnum. Cette munition de très gros calibre pour arme de poing a été développée en 1983 par Elgin T. Gates et Dan Wesson pour l'utilisation sportive.

## Caractéristiques
Le .414 Super Magnum demeure une munition très puissante, destinée avant tout à la discipline sportive Tir à la silhouette métallique. 

## Synonymes
- .414 SuperMag
- .414 Super Magnum
- .414 Elgin Gates Super Magnum
- .414 E.T. Gates
- 10.5x41 R